# Abe Vigoda (musikgrupp)
Abe Vigoda var ett amerikanskt indierockband från Kalifornien. Gruppen bildades 2003 och är ett av många band som blivit kända efter att ha uppträtt på The Smell. Gruppen släppte fyra studioalbum och upplöstes i början av 2010-talet.

## Diskografi

### Studioalbum
- 2006 – Sky Route/Star Roof
- 2007 – Kid City
- 2008 – Skeleton
- 2010 – Crush

### Singlar/EP-skivor
- 2005 – S/T
- 2006 – Untitled (delad EP med Child Pornography)
- 2007 – Secret City (delad singel med No Age)
- 2007 – World Heart (delad singel med Mikaela's Fiend)
- 2007 – Animal Ghosts
- 2009 – Reviver
- 2010 – Throwing Shade
- 2011 – Pure Violence-Remix/Thrashing Without You